# Meriones libycus
Espèce
Synonymes
- Meriones erythrourus (Gray, 1842)

Statut de conservation UICN

 LC  : Préoccupation mineure
Meriones libycus, ou Meriones (Pallasiomys) libycus, est une espèce qui fait partie des rongeurs. C'est une gerbille de la famille des Muridés appelée en français Mérione de Libye, Mérione libyen ou encore Mérione à queue rouge. Elle est originaire d'Afrique du Nord et du Moyen-Orient.

## Liste des sous-espèces
Selon NCBI (8 janv. 2011) :
- sous-espèce Meriones libycus erythrourus